# Novokouïbychevsk
Novokouïbychevsk (en russe : Новокуйбышевск) est une ville de l'oblast de Samara, en Russie. Sa population s'élevait à 102 933 habitants en 2017.

## Géographie
Novokouïbychevsk est située à 6 km de la rive gauche de la Volga, à 16 km au sud-ouest de la capitale régionale Samara et à 849 km au sud-est de Moscou.

## Histoire
Les origines de la ville remontent à l'année 1946, lorsque commencèrent les travaux de la raffinerie de pétrole de Novokouïbychev, à proximité de la ville de Samara, qui s'appelait alors Kouïbychev. Initialement conçue comme une simple cité ouvrière, elle se développa en raison de son emplacement commode et de l'essor de l'industrie pétrochimique. En 1952, elle accéda au statut de ville et dépassa la barre des 100 000 habitants au milieu des années 1960.

## Population
Recensements (*) ou estimations de la population
| 1959*  | 1970*   | 1979*   | 1989*   | 2002*   | 2010*   |
| ------ | ------- | ------- | ------- | ------- | ------- |
| 62 755 | 103 707 | 109 029 | 112 987 | 112 973 | 108 449 |

| 2012    | 2013    | 2014    | 2015    | 2016    | 2017    |
| ------- | ------- | ------- | ------- | ------- | ------- |
| 107 592 | 106 883 | 106 023 | 105 007 | 103 908 | 102 933 |

## Économie
Une raffinerie de pétrole et des entreprises pétrochimiques sont les principaux employeurs de la ville :
- OAO Novokouïbychevski NPZ (ОАО Новокуйбышевский НПЗ) : gazole, essence, fioul.
- Novokouïbychevski Zavod Massel i Prissadok (Новокуйбышевский завод масел и присадок) : huile lubrifiante, huile pour automobile.
- OAO Novokouïbychevski Neftekhimitcheski (ОАО Новокуйбышевский нефтехимический комбинат) : gaz naturel liquéfié, propane, butane, isobutane.
- OAO Samarski Zavod Etanol (ОАО Самарский завод Этанол) : 	alcool éthylique, solvants, résines phénoliques, propylène.

Novokouïbychevsk compte également une entreprise textile :
- ZAO Novokouïbychevski Fabrika Trikotajnogo Polotna (ЗАО Новокуйбышевская фабрика трикотажного полотна) : tissus tricotés et crochetés.

## Personnalités
- Irina Klimanova, joueuse de volley-ball, née à Novokouïbychevsk.